# Раєн Міллер
Раєн Міллер (англ. Ryan Miller; 17 липня 1980, м. Іст-Лансінг, США) — американський хокеїст, воротар. Виступає за «Ванкувер Канакс» у Національній хокейній лізі.
Виступав за Мічиганський університет (NCAA), «Рочестер Американс» (АХЛ), «Баффало Сейбрс».
В чемпіонатах НХЛ — 604 матчі, у турнірах Кубка Стенлі — 56 матчів.
У складі національної збірної США учасник зимових Олімпійських ігор 2006, 2010 і 2014 (7 матчів), учасник чемпіонатів світу 2001, 2002 і 2003 (8 матчів).
Брат: Дрю Міллер.
Досягнення
- Срібний призер зимових Олімпійських ігор (2010)
- Учасник матчу всіх зірок НХЛ (2007)

Нагороди
- Трофей Везини (2010)
- Найкращий воротар зимових Олімпійських ігор (2010)
- Найцінніший гравець (MVP) зимових Олімпійських ігор (2010)
- Пам'ятна нагорода База Бастьєна (2005)